# 国际法律家委员会
国际法律家委员会（英語：International Commission of Jurists），又译國際司法人員協會，是一个国际人权非政府组织。會員包括60著名法学家（法官和律师），其中有澳大利亚、加拿大、南非和前联合国人权事务高级专员和爱尔兰总统玛丽·罗宾逊等。秘书处在瑞士日内瓦。
1952年，国际法律家委员会正式建立。联合国经济及社会理事会、联合国教育、科学及文化组织、欧洲委员会、非洲联盟是其重要的合作和咨询机构。它负责世界各地人权调查和人权意见书的刊布。
秘书处和欧盟委员会进行宣传和政策工作，旨在加强律师和法官更好的保护和促进人权、法治。国际法律家委员会已经遍布全球70多个国家，有源源不断的人加入，主要是律师、法官、法律学者和大學法律系学生。

## 冷戰中的角色
冷战期间国际法律家委员会曾为美国中央情报局的掩护机构并长期接受其资助，但大多數 ICJ 成員對 CIA 的角色並不知情。美國創辦人想將這個組織用於對抗民主律師國際協會，一個由和法國抵抗運動有關係的法國左派律師們設立的組織，有些人認為該組織是蘇聯KGB的掩護機構。在1967年国际法律家委员会受CIA資助之事公開後，主要依靠福特基金会资助而维持运转。